# Parafilarioides
Parafilarioides är ett släkte av rundmaskar som beskrevs av Dougherty 1946. Parafilarioides ingår i familjen Filaroididae.